# کژچکووو-گرومازن
کژچکووو-گرومازن (به لهستانی:  Krzeczkowo-Gromadzyn) یک روستا در لهستان است که در گمینا چژو واقع شده‌است.